# Crepidium quadridentatum
Crepidium quadridentatum là một loài thực vật có hoa trong họ Lan. Loài này được (Ames) Szlach. mô tả khoa học đầu tiên năm 1995.